# Người tuyết

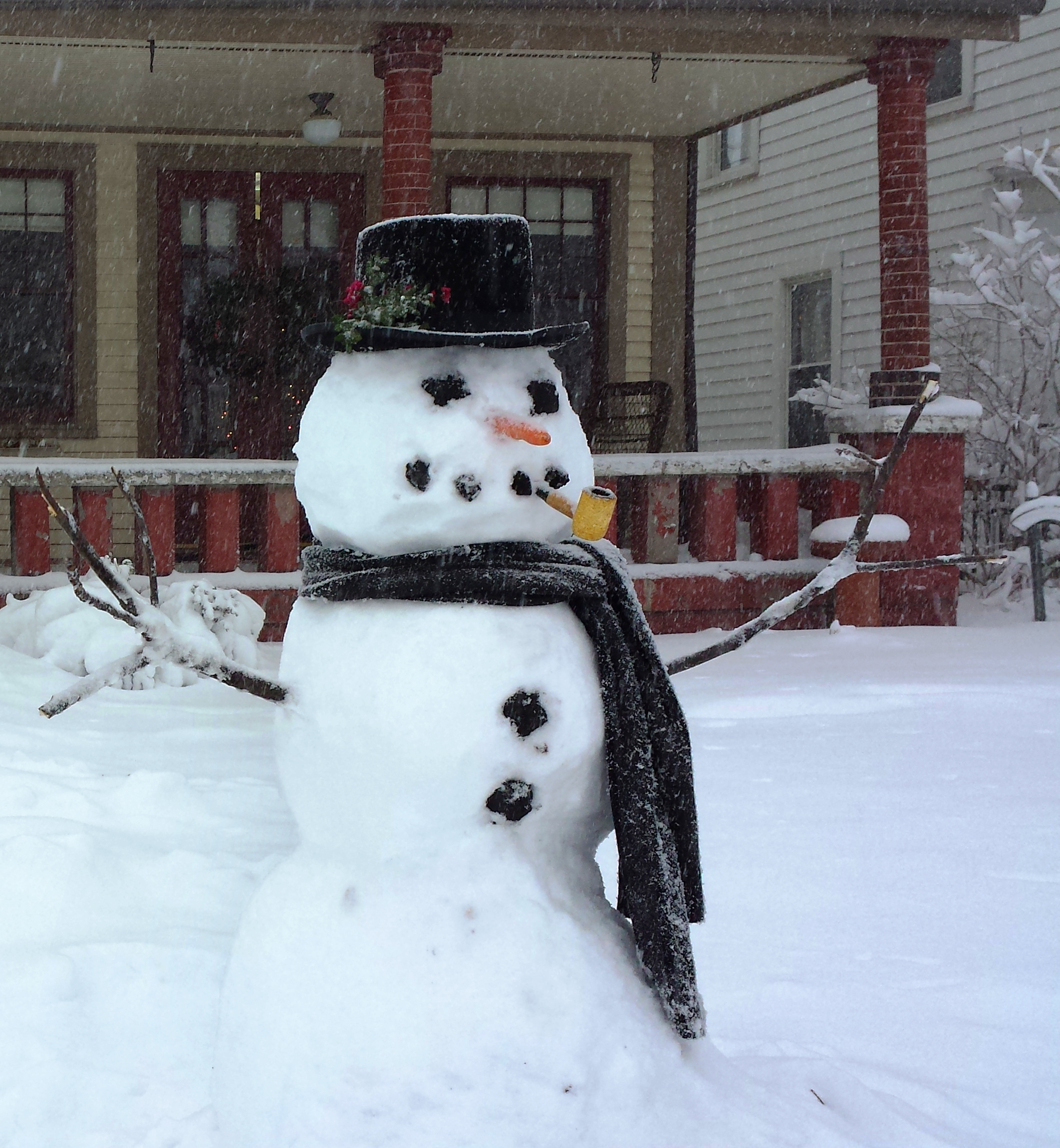
Người tuyết truyền thống từ ba quả bóng tuyết ở hồ Winona, Indiana, Hoa Kỳ

Người tuyết là một tác phẩm điêu khắc trên tuyết được nhân cách hóa thường được đắp ở những vùng có tuyết rơi. Ở nhiều nơi, người tuyết được đắp bao gồm ba quả cầu tuyết lớn với các kích cỡ khác nhau với một số trang trí bổ sung cho khuôn mặt và các nơi khác. Do tính dễ tạo hình của tuyết nên có rất nhiều phong cách khác nhau có thể được sáng chế ra. Các vật trang trí phổ biến bao gồm cành cây làm cánh tay, một khuôn mặt cười đơn giản và một củ cà rốt được dùng làm mũi. Có thể đặt thêm một số trang phục chẳng hạn như mũ hoặc khăn quàng cổ. Chi phí thấp và sự sẵn có của vật liệu làm người tuyết luôn có sẵn khiến chúng thường bị phó mặc cho thiên nhiên sau khi được hoàn thành.

## Đắp người tuyết
Tuyết trở nên thích hợp nhất để đắp người tuyết khi chúng đạt đến điểm nóng chảy và trở nên ẩm và đặc. Tạo một người tuyết bằng tuyết dạng bột sẽ rất khó vì chúng sẽ không dính vào nhau và nếu nhiệt độ tuyết giảm xuống, chúng sẽ tạo thành một dạng tuyết bột dày đặc hơn không thể sử dụng được. Do đó, thời điểm tốt để xây người tuyết thường là vào buổi chiều ấm áp ngay sau khi tuyết rơi với lượng vừa đủ. Sử dụng loại tuyết chắc hơn cho phép xây dựng một quả cầu tuyết lớn bằng cách chỉ cần lăn nó cho đến khi nó phát triển đến kích thước mong muốn. Nếu quả cầu tuyết chạm đến mặt cỏ, chúng có thể mang theo vết cỏ, sỏi hoặc bụi bẩn.
Ở Bắc Mỹ, người tuyết thường được xây dựng với ba quả cầu tượng trưng cho đầu, thân và phần dưới. Ở Vương quốc Anh, thường chỉ sử dụng hai quả cầu, một quả cầu tượng trưng cho cơ thể và một quả cầu tượng trưng cho đầu. Người tuyết sau đó sẽ được trang trí và mặc đồ tùy ý. Gậy có thể được sử dụng cho cánh tay và khuôn mặt theo truyền thống được làm bằng đá hoặc than cho mắt và một củ cà rốt cho mũi. Một số thích trang bị khăn quàng cổ và mũ cho người tuyết trong khi những người khác không thích mạo hiểm để quần áo bên ngoài khi chúng có thể dễ dàng bị đánh cắp hoặc bị kẹt bên dưới khi tuyết tan.

Có các biến thể đối với các dạng người tuyết tiêu chuẩn ví dụ như bài hát nổi tiếng " Frosty the Snowman" mô tả một người tuyết được trang trí bằng một tẩu thuốc lõi ngô, mũi nút, mắt than và một chiếc mũ lụa cũ (thường được mô tả như một chiếc mũ đội đầu ). Những loại các bao gồm từ những cột tuyết đơn giản đến tác phẩm điêu khắc bằng tuyết phức tạp tương tự như tác phẩm điêu khắc băng.

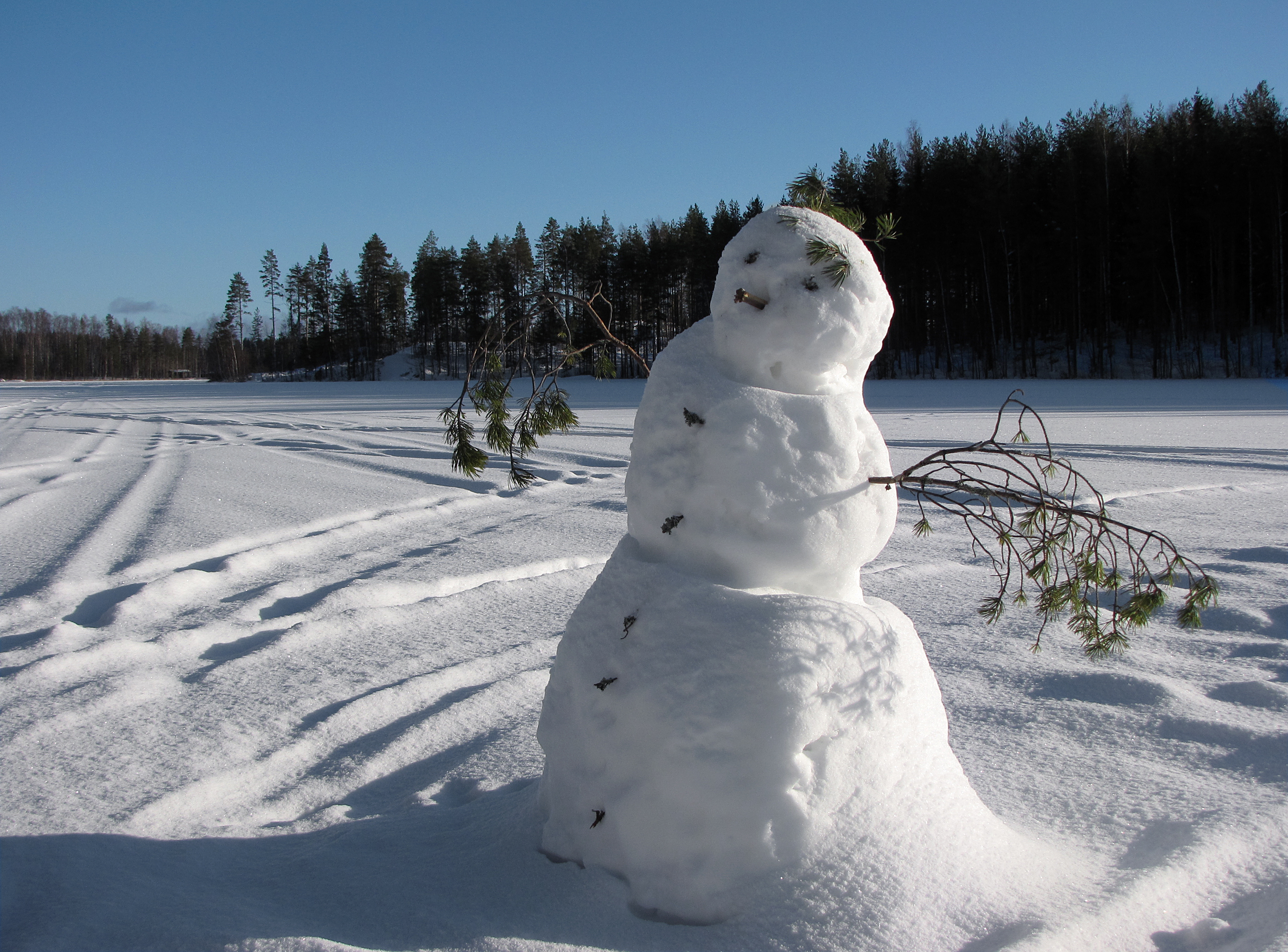
Người tuyết trên mặt hồ đóng băng ở Phần Lan
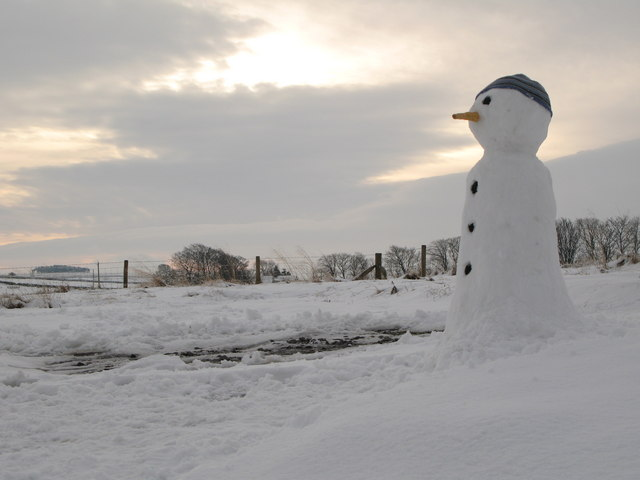
Người tuyết ở Anh
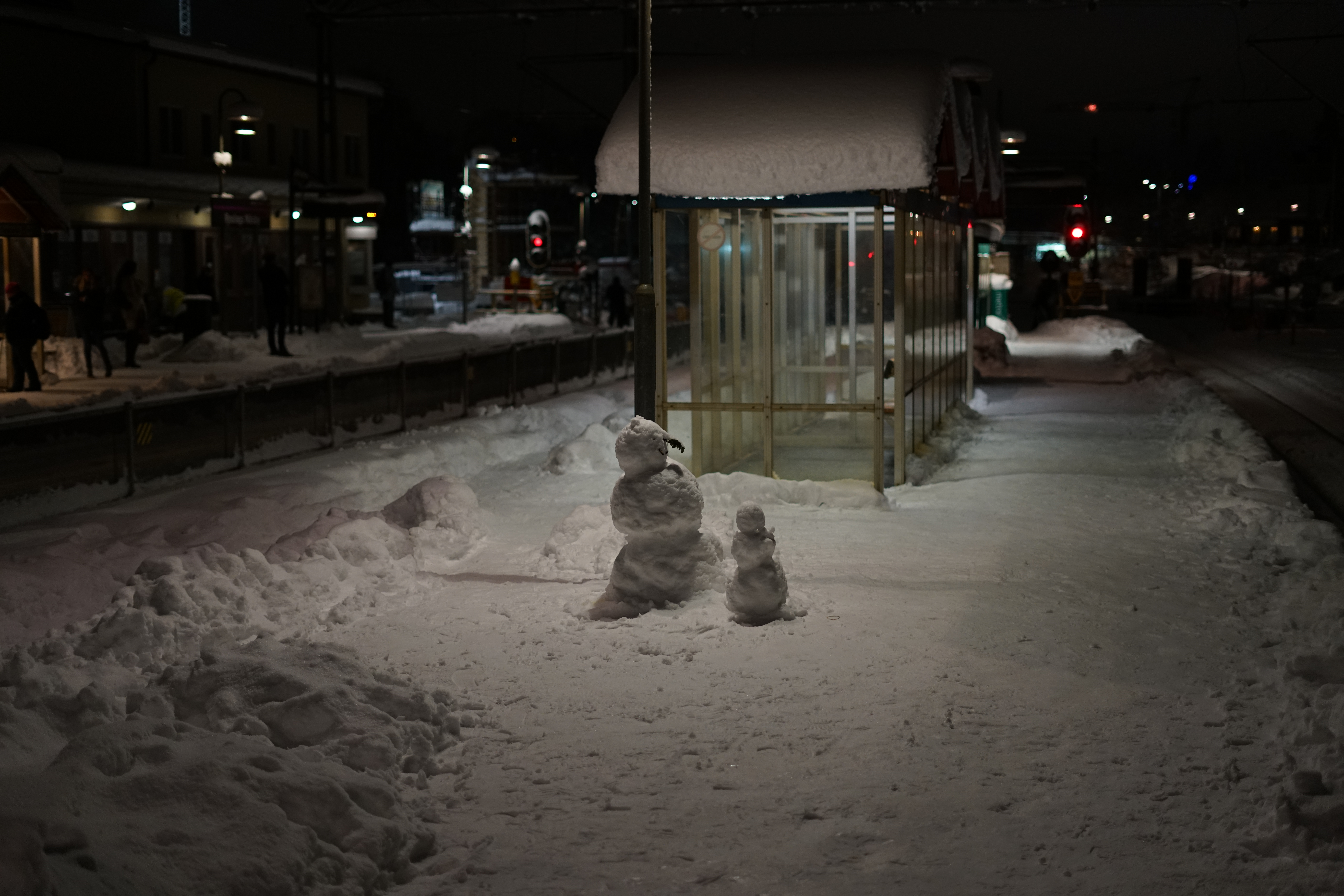
Hai người tuyết nhỏ trên ga xe lửa ở Täby, Thụy Điển
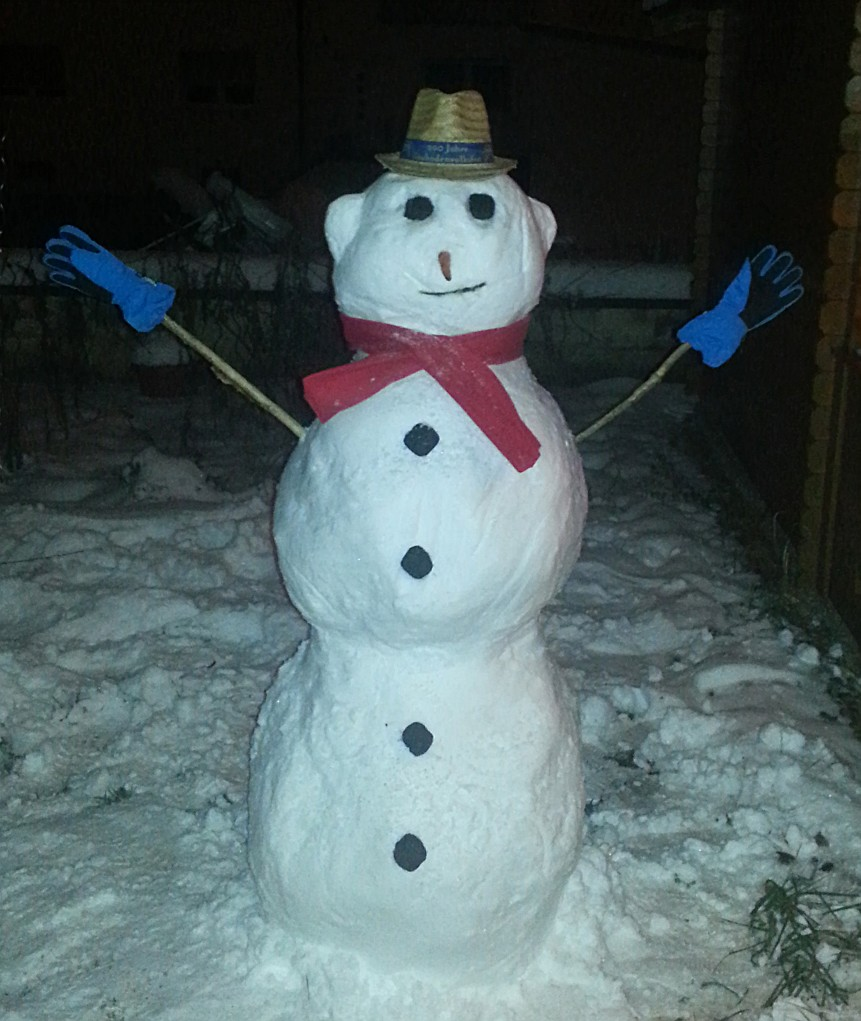
Người tuyết đội mũ, quàng khăn và găng tay mùa đông ở Đức
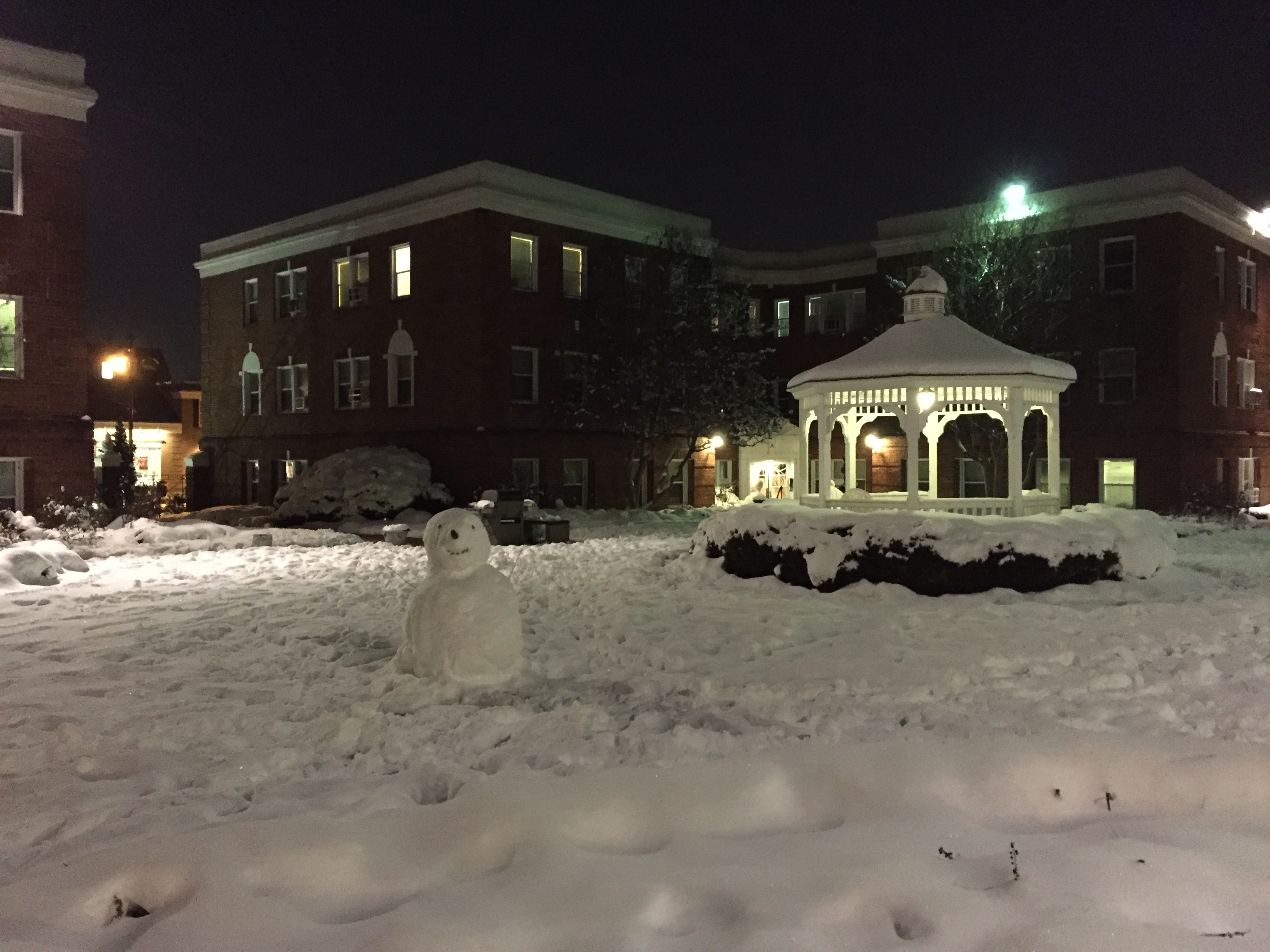
Người tuyết trong sân chung cư ở Virginia, Hoa Kỳ vào ban đêm

Các phụ kiện truyền thống của người tuyết như một chiếc mũ phớt đen, khăn quàng cổ màu đỏ, miếng mắt bằng than, mũi cà rốt và ống lõi ngô .

## Lịch sử

Mọi người đang nhảy múa xung quanh người tuyết - bức tranh khắc gỗ từ năm 1511

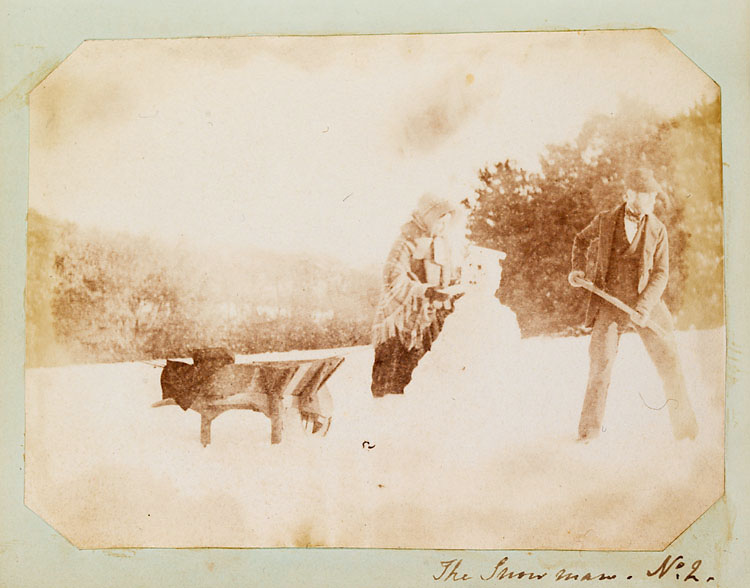
Bức ảnh sớm nhất được biết đến về người tuyết, năm 1853

Tài liệu ghi chép người tuyết đầu tiên là không rõ ràng. Tuy nhiên, Bob Eckstein, tác giả cuốn Lịch sử người tuyết, đã ghi chép lại những người tuyết từ thời trung cổ bằng cách nghiên cứu các tác phẩm nghệ thuật trong các bảo tàng, phòng trưng bày nghệ thuật và thư viện ở châu Âu. Tài liệu sớm nhất mà ông tìm thấy là một hình minh họa bên lề từ một quyển "sách các giờ kinh" (books of hours) vào năm 1380, được tìm thấy trong thư viện hoàng gia Hà Lan ở The Hague. Bức ảnh người tuyết sớm nhất được biết đến được chụp vào năm 1853 bởi nhiếp ảnh gia người xứ Wales Mary Dillwyn, bức ảnh gốc nằm trong bộ sưu tập của thư viện Quốc gia Wales .

## Trong văn hóa đại chúng

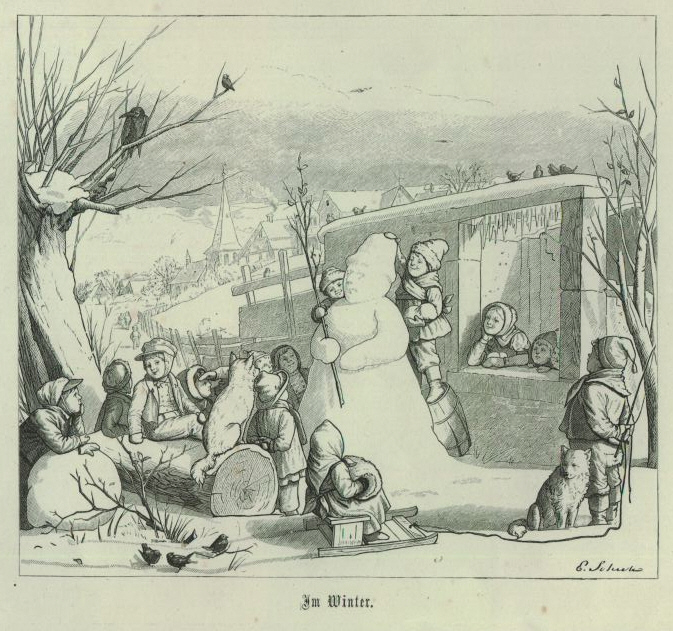
Trong hình minh họa năm 1867 này, một người tuyết được bao quanh bởi những đứa trẻ.

Người tuyết là một đề tài phổ biến trong trang trí Giáng sinh, mùa đông và cả trên các phương tiện truyền thông dành cho trẻ em. Một nhân vật người tuyết nổi tiếng là Frosty trong bài hát ngày lễ nổi tiếng " Frosty the Snowman " (sau này được chuyển thể thành phim truyền hình), người đã sống lại một cách kỳ diệu nhờ chiếc mũ lụa cũ dùng trên đầu. Ngoài nhiều bản nhạc liên quan và các phương tiện khác cho Frosty, còn có các người tuyết:
- Bouli, một loạt phim hoạt hình của Pháp kể về cuộc phiêu lưu của một người tuyết ở một nơi kỳ diệu.
- Der Schneemann, một bộ phim hoạt hình ngắn năm 1943 được tạo ra ở Đức .
- Doc McStuffins có một người tuyết sang trọng tên là Chilly.
- Jack Frost, một bộ phim kinh dị năm 1996, trong đó một kẻ giết người hàng loạt bị biến thành người tuyết.
- Jack Frost, một bộ phim năm 1998 với sự tham gia của Michael Keaton, trong đó anh ta thức dậy trong hình hài một người tuyết sau một tai nạn xe hơi.
- Oswald kể về một người tuyết tên là Johnny, người điều hành một cửa hàng kem.
- The Snowman, sách ảnh của Anh (1978) của Raymond Briggs và phim hoạt hình (1982) của đạo diễn Dianne Jackson kể về một cậu bé xây dựng một người tuyết trở nên sống động và đưa cậu đến Bắc Cực .
- Calvin and Hobbes, một phim hoạt hình của Mỹ của Bill Watterson, có nhiều trường hợp Calvin xây dựng người tuyết, nhiều người trong số đó bị biến dạng hoặc bất thường, thường được dùng để chọc phá thế giới nghệ thuật .
- Hans Christian Andersen đã viết một câu chuyện cổ tích mùa đông tên Người tuyết .
- Câu chuyện kinh dị "Người tuyết" của Dennis Jürgensen, kể về một cậu bé bị chấn thương do bị nhốt trong tủ đông thịt.
- Câu chuyện Goosebumps của RL Stine có tựa đề "Hãy coi chừng, Người tuyết" có một người tuyết quái dị.
- Bộ phim năm 2013 Frozen có một người tuyết sống tên là Olaf, người luôn khao khát được nhìn thấy mùa hè.
- Bộ phim Frozen bao gồm một bài hát về xây người tuyết, có tựa đề " Do you wanna build a snowman? " .[4]

### Các mặt hàng theo chủ đề người tuyết
Người tuyết cũng có thể là chủ đề cho những món đồ chơi, trang phục và đồ trang trí. Ví dụ, chúng đã được xuất hiện trên tem năm mới ở Nga và các quốc gia hậu Xô Viết khác.
Một thời điểm phổ biến để trang trí theo chủ đề người tuyết là vào kỳ nghỉ đông và mùa Giáng sinh ở những nơi nó được tổ chức. Có một cuốn sách thủ công đề xuất kế hoạch làm một con búp bê người tuyết nhỏ bằng găng tay trắng, ruy băng và các vật dụng thủ công khác.

Có những quyển sách về người tuyết, bao gồm hướng dẫn cách làm với tuyết thật, cũng đề cập đến làm đồ ngọt và bánh kẹo theo chủ đề người tuyết. Một số lựa chọn cho các món tráng miệng theo chủ đề người tuyết bao gồm kem lạnh, kẹo dẻo và bánh hạnh nhân . 

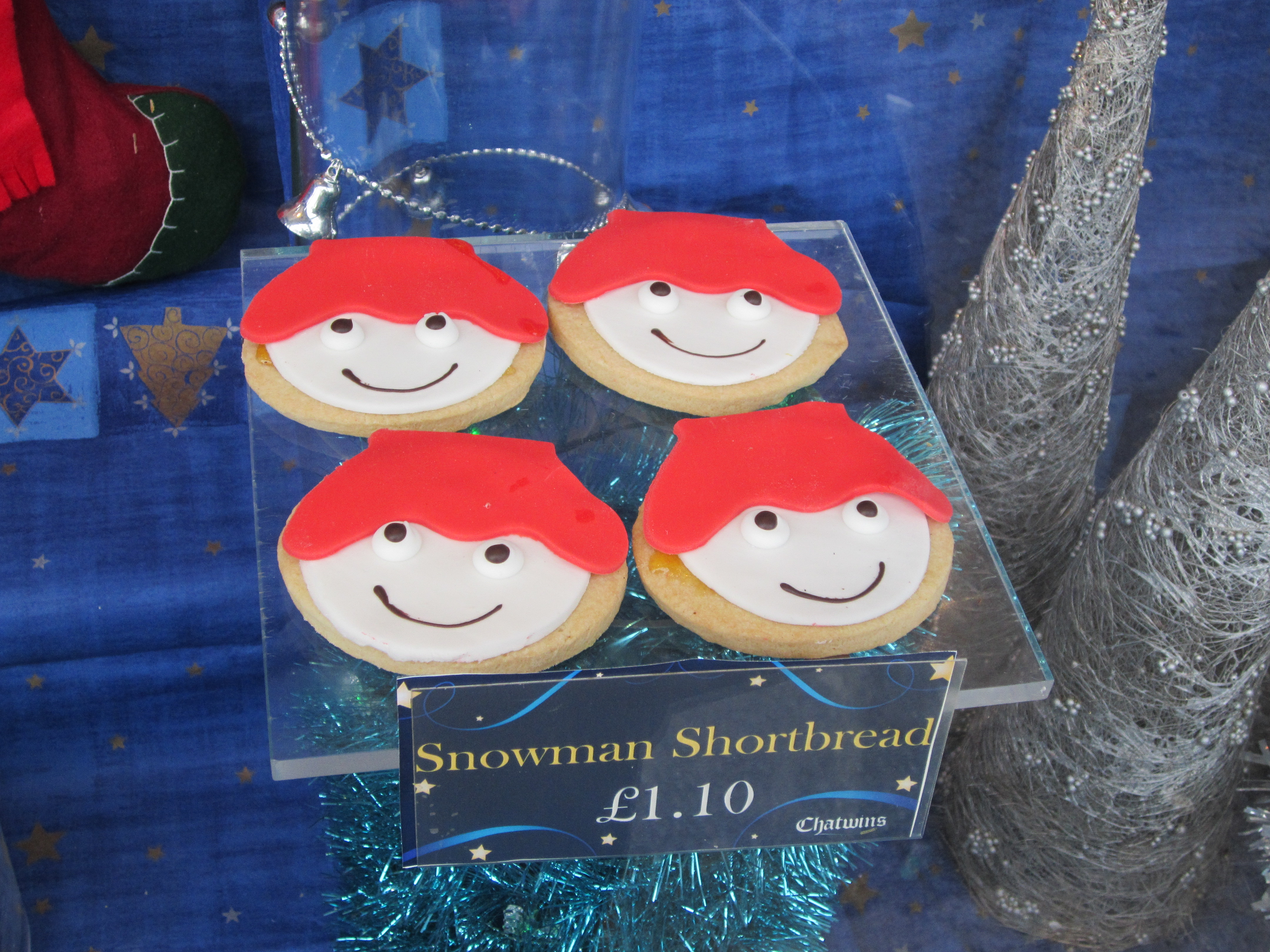
Bánh quy theo chủ đề người tuyết
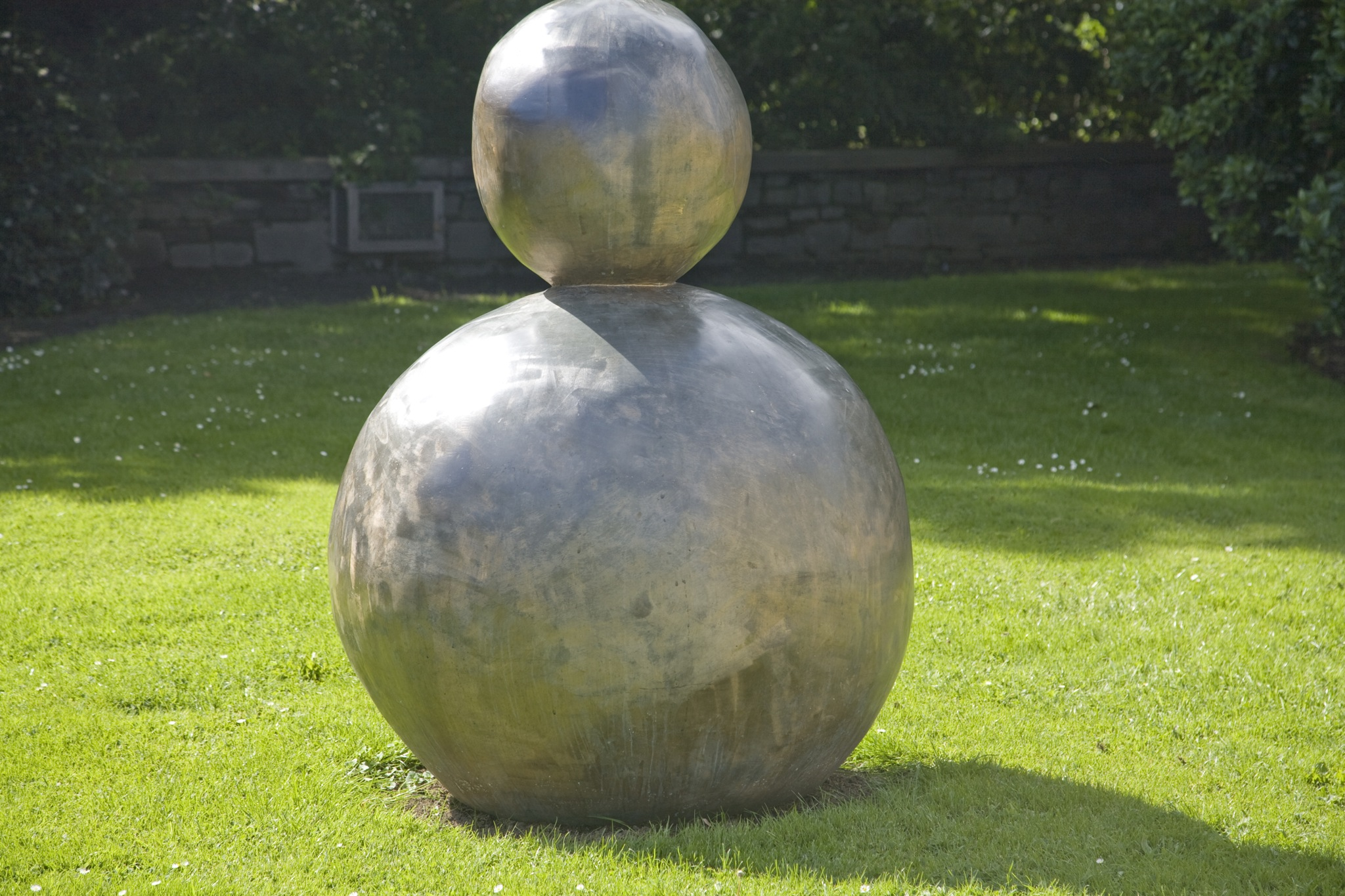
Tác phẩm điêu khắc bằng đồng lấy cảm hứng từ người tuyết
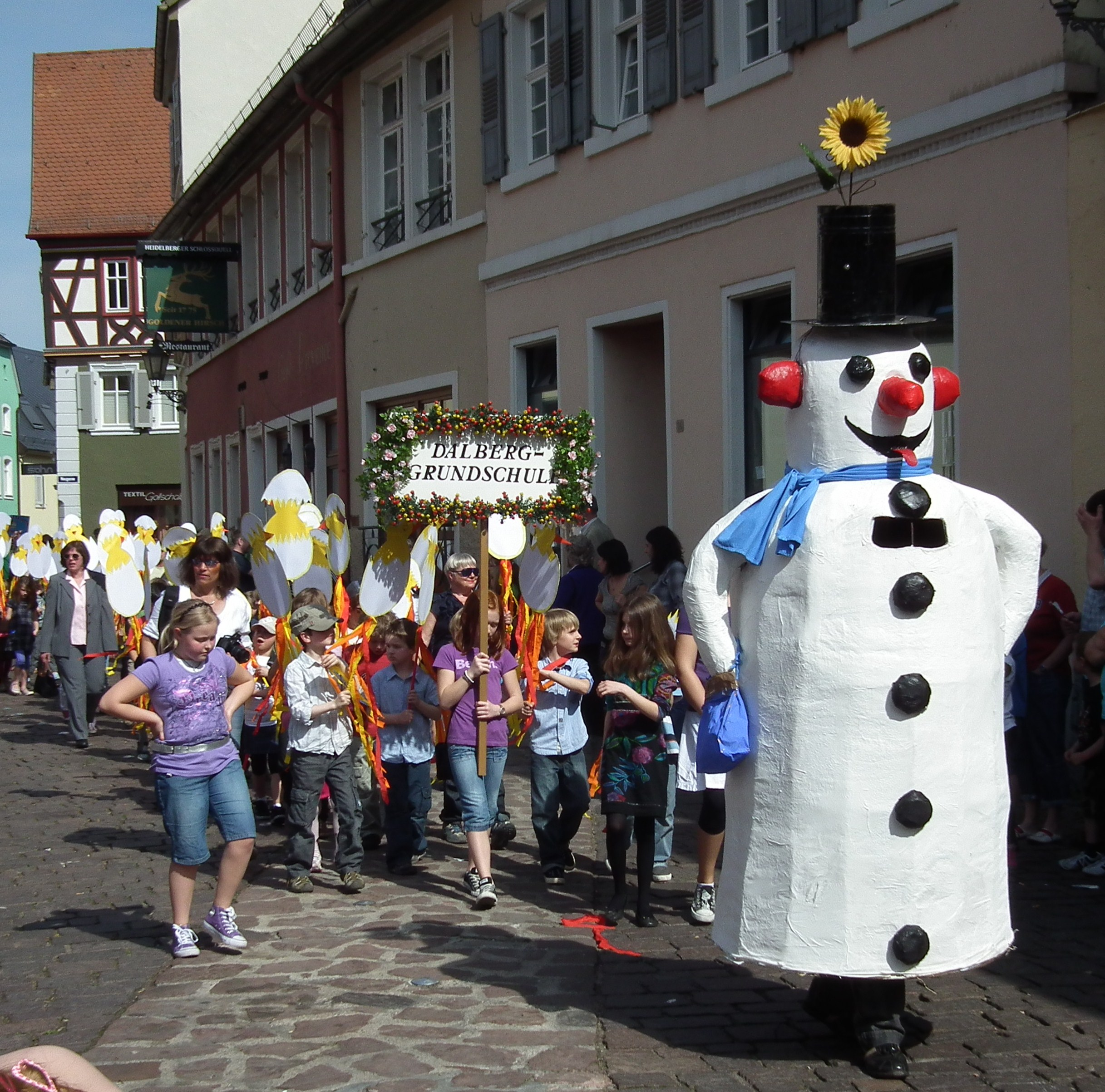
Người mặc trang phục người tuyết
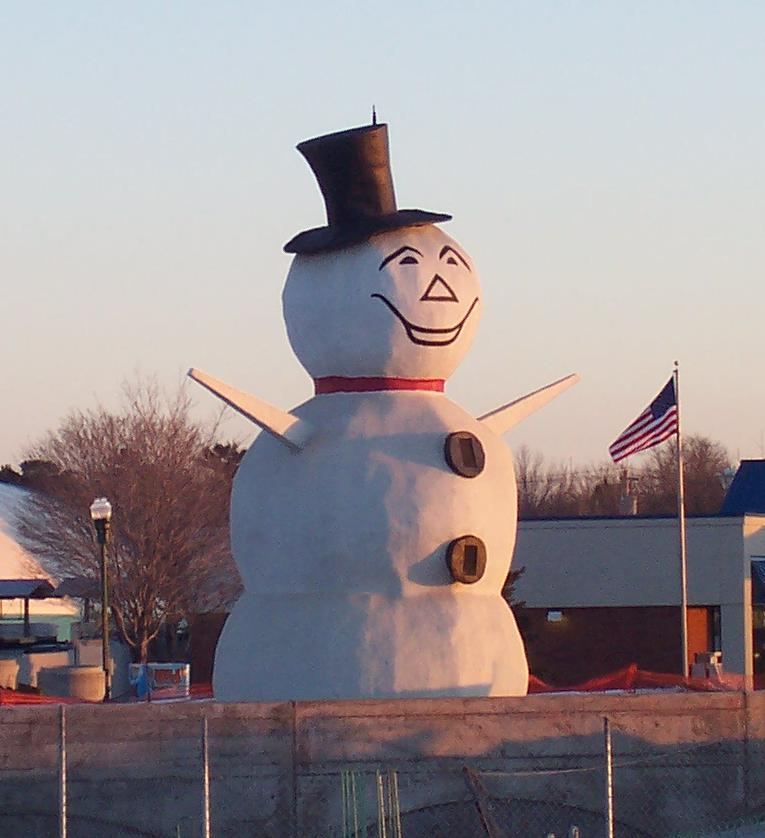
Tượng người tuyết
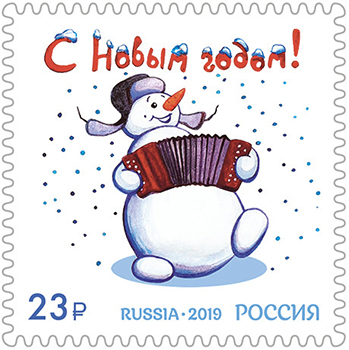
Một người tuyết ở Mỹ đang chơi trên một chiếc garmon, tem năm mới 2019 của Nga

### Các người tuyết khổng lồ và các kỷ lục

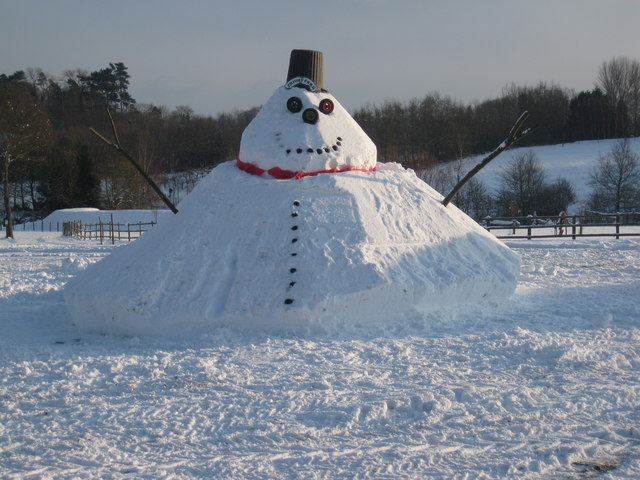
Xây dựng người tuyết lớn hơn với đế hình nón. Góc định vị chất đống có thể là một khía cạnh của công trình người tuyết ở kích thước này, tùy thuộc vào đặc tính của tuyết và phương pháp xây dựng.

Vào năm 2015, một người đàn ông đến từ Bang Wisconsin Hoa Kỳ đã gây được sự chú ý vì đã làm ra một người tuyết lớn cao 22 feet và với phần đế rộng 12 feet.
Kỷ lục người tuyết lớn nhất thế giới được thiết lập vào năm 2008 tại Bethel, Maine . Một người tuyết cao 122 foot 1 inch (37,21 m) và được đặt tên để vinh danh Olympia Snowe, một Thượng nghị sĩ Hoa Kỳ đại diện cho bang Maine .
Kỷ lục trước đó cũng là người tuyết được xây dựng ở Bethel, Maine, vào tháng 2/1999. Người tuyết được đặt tên là "Angus, Vua của Núi" để vinh danh vị thống đốc đương nhiệm của Maine, Angus King cao 113 foot 7 inch (34,62 m) và nặng hơn 9.000.000 pound (4.080.000 kg) .
Một người tuyết lớn được gọi là " Snowzilla " đã được xây dựng vào mỗi mùa đông ở Anchorage, Alaska .

Vào tháng 12 năm 2016, người tuyết nhỏ nhất đã được tạo ra trong một cơ sở chế tạo nano tại Đại học Western Ontario . Nó bao gồm ba hình cầu khoảng 0,9 micron làm bằng silica, cánh tay và mũi bằng bạch kim, và một khuôn mặt được tạo bởi chùm tia ion. 

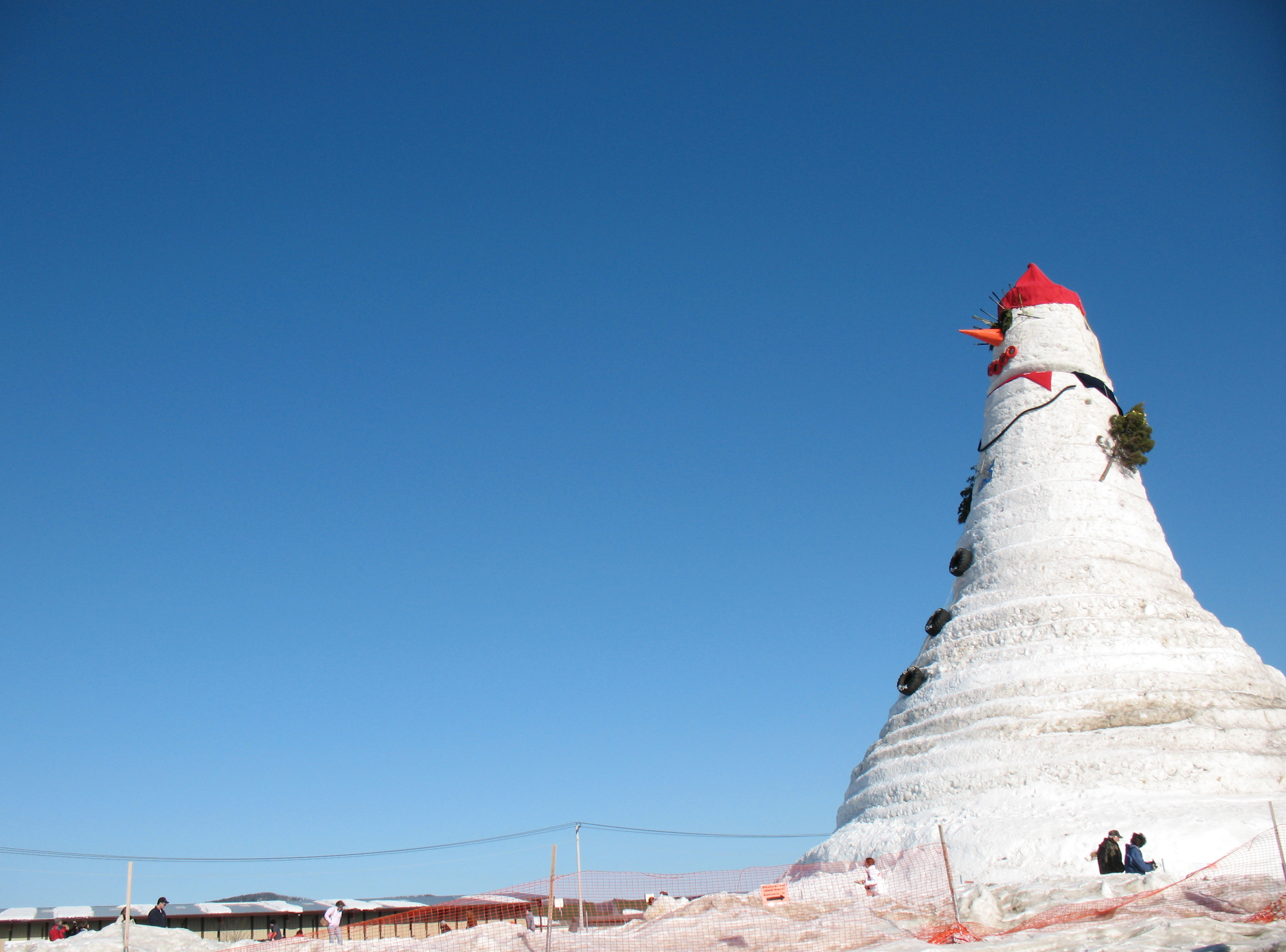
"Người tuyết" cao 122 feet 1 inch (37,21 m)

## Các biến thể
Ngoài người tuyết cổ điển, có nhiều phiên bản khác nhau được tạo ra. Các biến thể điển hình của khái niệm người tuyết liên quan đến việc sản xuất các sinh vật tuyết khác hoặc đồ trang trí bằng tuyết.
Yuki Cone, được đặt tên theo từ tiếng Nhật có nghĩa là tuyết, đề cập đến việc xây dựng một cấu trúc hình nón nhỏ từ những quả cầu tuyết, được chiếu sáng từ bên trong bằng đèn trà.

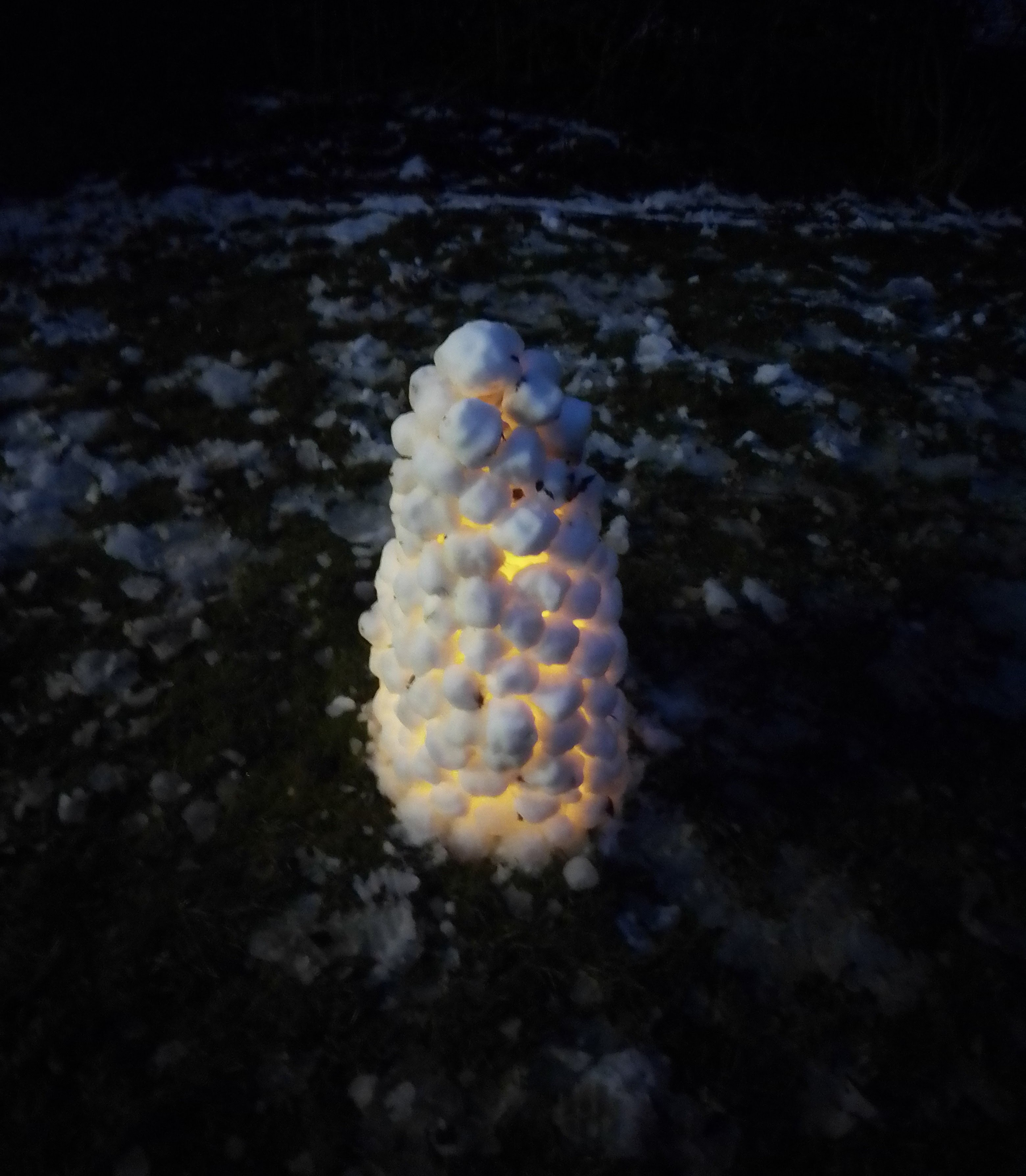
Yuki Cone

Đôi khi vật liệu thô khác có thể được sử dụng để tạo ra các vật thể bắt chước khái niệm người tuyết.

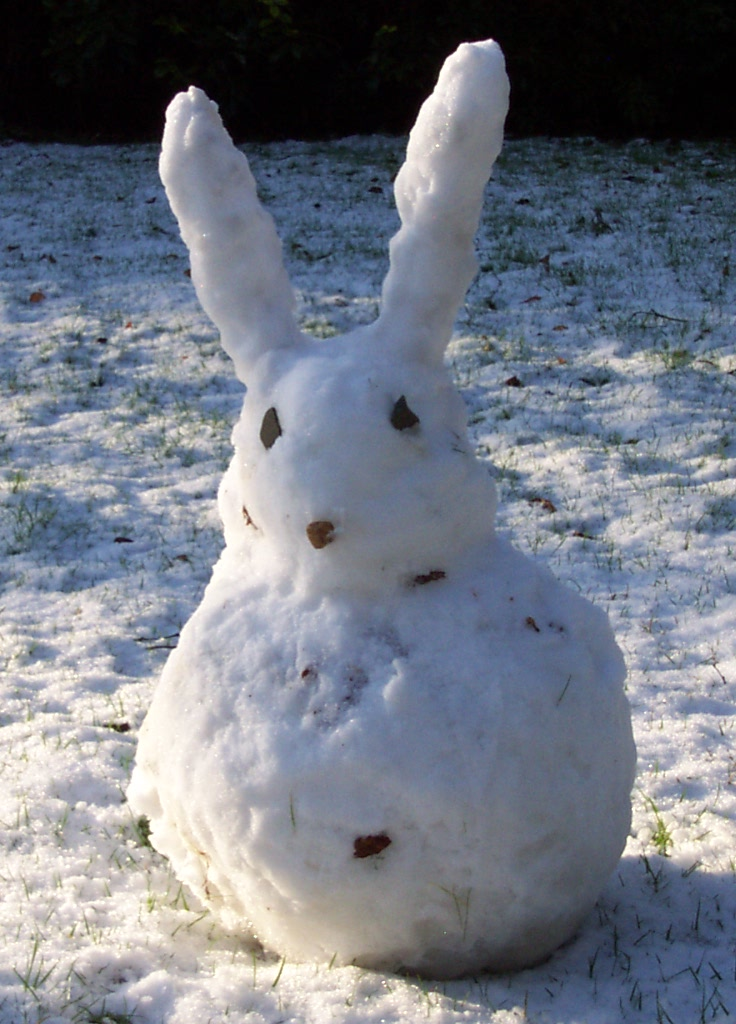
Thỏ tuyết
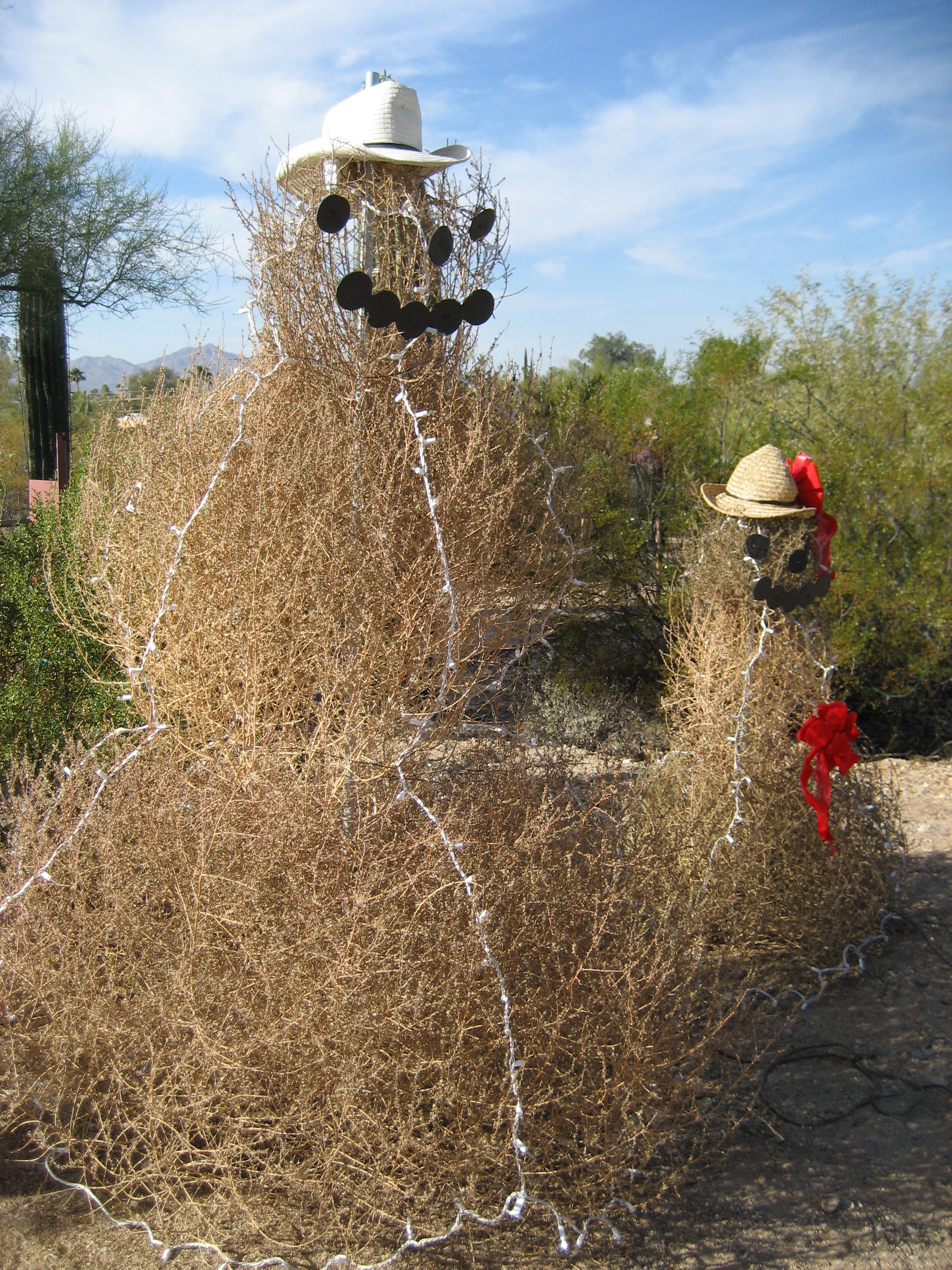
Sa mạc "người tuyết" ở Công viên Tohono Chul, Tucson, Arizona, được tạo ra từ những cây cỏ lăn.

### Tại Nhật Bản
Trong tiếng Nhật, người tuyết được gọi là "Yukidaruma" ( tiếng Nhật: 雪だるま ). Có thể vì hình dạng liên quan đến búp bê Daruma, chúng thường chỉ có hai phần thay vì ba phần. Ở Nhật Bản cũng có một truyền thống lâu đời là tạo ra thỏ tuyết, hay còn gọi là "Yukiusagi" ( tiếng Nhật: 雪うさぎ ).

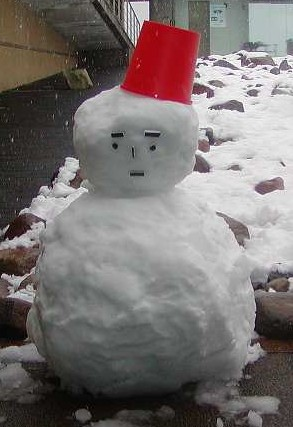
Người tuyết Nhật Bản ("Yukidaruma") tạo ra từ hai quả cầu tuyết và một chiếc mũ xô.
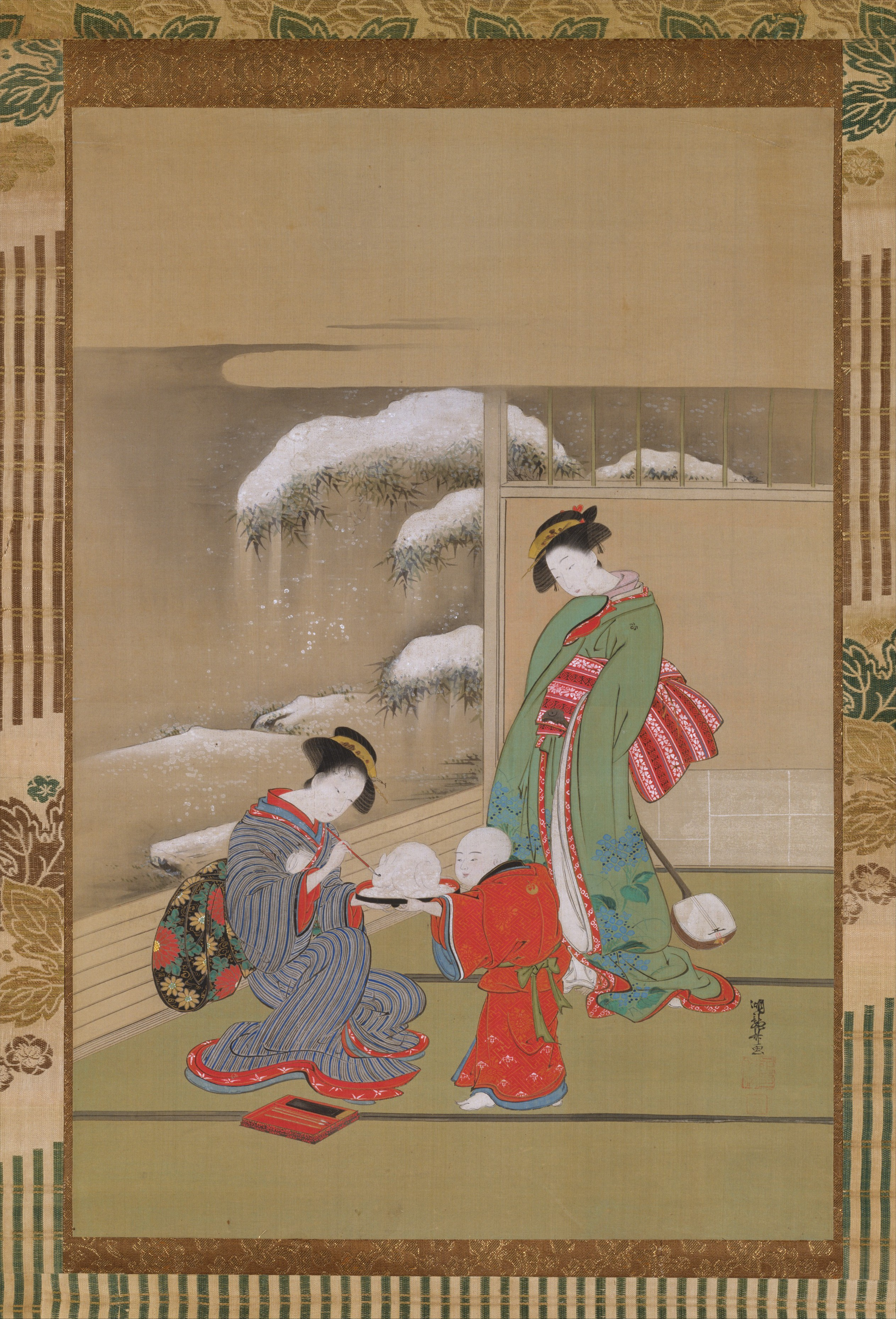
Bức tranh Đôi mắt trên thỏ tuyết của Isoda Koryūsai (khoảng năm 1780, Nhật Bản) mô tả một tác phẩm điêu khắc thỏ tuyết.

### Mã
| Mẫu vật | Unicode  | HTML      | Sự miêu tả                     |
| ------- | -------- | --------- | ------------------------------ |
| ☃       | U + 2603 | & # 9731; | Người tuyết                    |
| ⛄      | U + 26C4 | & # 9924; | Người tuyết không có tuyết rơi |
| ⛇       | U + 26C7 | & # 9927; | Người tuyết đen                |